# Lijst van afkortingen in de overheid en politiek
Dit is een lijst van afkortingen in de overheid en politiek.

### A
| Afkorting | Betekenis(sen)                                                                                     |
| --------- | -------------------------------------------------------------------------------------------------- |
| ABD       | Algemene Bestuursdienst                                                                            |
| ABP       | Algemeen Burgerlijk Pensioenfonds                                                                  |
| ABVV      | Algemeen Belgisch Vakverbond                                                                       |
| ACOM      | Algemene Christelijke Organisatie van Militairen                                                   |
| ACTA      | Anti-Counterfeiting Trade Agreement                                                                |
| ACV       | Algemeen Christelijk Vakverbond                                                                    |
| A.I.D.    | Algemene Inspectiedienst                                                                           |
| AIVD      | Algemene Inlichtingen- en Veiligheidsdienst                                                        |
| AJC       | Arbeiders Jeugd Centrale                                                                           |
| AMA       | Alleenstaande Minderjarige Asielzoeker                                                             |
| ANB       | Agentschap voor Natuur en Bos                                                                      |
| AMINAL    | Oude naam voor het Departement Leefmilieu, Natuur en Energie van de Vlaamse overheidsadministratie |
| AN        | Algemeen Nederlands (vroeger Algemeen Beschaafd Nederlands genoemd)                                |
| ANSI      | American National Standards Institute                                                              |
| AP        | Administratie der Pensioenen                                                                       |
| APEC      | Asia-Pacific Economic Cooperation                                                                  |
| ARA       | Algemeen Rijksarchief                                                                              |
| ASEAN     | Association of Southeast Asian Nations                                                             |

### B
| Afkorting | Betekenis(sen)                                              |
| --------- | ----------------------------------------------------------- |
| BB        | Bescherming Bevolking / Binnenlands Bestuur                 |
| BBB       | Beter Bestuurlijk Beleid                                    |
| B.B.C.    | British Broadcasting Corporation                            |
| BBI       | Bijzondere Belastinginspectie                               |
| BBP       | Bruto binnenlands product                                   |
| Benelux   | België, Nederland, Luxemburg                                |
| BKR       | Bureau Krediet Registratie                                  |
| BOA       | Buitengewoon opsporingsambtenaar                            |
| BOB       | Bewakings- en opsporingsbrigade bij de Belgische rijkswacht |
| BRP       | Basisregistratie Personen                                   |
| B.S.      | Burgerlijke stand                                           |
| BuZa      | Ministerie van Buitenlandse Zaken (Nederland)               |
| BVD       | Binnenlandse Veiligheids Dienst                             |
| HBVL      | Het Belang van Limburg                                      |
| BVR       | Besluit van de Vlaamse regering                             |
| B.W.      | Burgerlijk Wetboek                                          |
| B&W       | Burgemeester en wethouders                                  |

### C
| CBO  | Centraal Bureau voor Opsporingen bij de voormalig Belgische rijkswacht   |  |     |                                  |
| CBR  | Centraal Bureau Rijvaardigheidsbewijzen                                  |  |     |                                  |
| CBS  | Centraal Bureau voor de Statistiek                                       |  |     |                                  |
| CC   | Corps Consulaire                                                         |  |     |                                  |
| CD   | Centrumdemocraten / Corps Diplomatique                                   |  |     |                                  |
| CDA  | Christen-Democratisch Appèl (NL)                                         |  |     |                                  |
| cdo  | Commando                                                                 |  |     |                                  |
| CD&V | Christen-Democratisch en Vlaams (zie ook CVP - Christelijke Volkspartij) |  |     |                                  |
| CEP  | Centraal Economisch Plan                                                 |  |     |                                  |
| CHU  | Christelijk-Historische Unie                                             |  |     |                                  |
| CIA  | Central Intelligence Agency                                              |  |     |                                  |
| CJIB | Centraal Justitieel Incassobureau                                        |  | CNV | Christelijk Nationaal Vakverbond |
| COCO | Coördinatie Commissie voor Europese Integratie- en Associatieproblemen   |  |     |                                  |
| CP   | Centrumpartij                                                            |  |     |                                  |
| CPB  | Centraal Planbureau                                                      |  |     |                                  |
| CPN  | Communistische Partij van Nederland                                      |  |     |                                  |
| CTC  | Commando Troepen Compagnie                                               |  |     |                                  |
| CU   | ChristenUnie (NL)                                                        |  |     |                                  |
| CWI  | voormalige Centrum voor Werk en Inkomen                                  |  |     |                                  |

### D
| Afkorting | Betekenis(sen)                    |
| --------- | --------------------------------- |
| D66       | Democraten 66 (NL)                |
| DB        | Dagelijks bestuur                 |
| Dep(t)    | departement                       |
| DS'70     | Democratisch Socialisten '70 (NL) |
| DOR       | Departementale ondernemingsraad   |

### E
| Afkorting | Betekenis(sen)                                                   |
| --------- | ---------------------------------------------------------------- |
| EC        | Europese Commissie                                               |
| ECB       | Europese Centrale Bank                                           |
| ECOWAS    | Economic Community of West African States                        |
| EEG       | Europese Economische Gemeenschap                                 |
| EER       | Europese Economische Ruimte                                      |
| EFTA      | European Free Trade Association (Europese Vrijhandelsassociatie) |
| EG        | Europese Gemeenschap                                             |
| EGKS      | Europese Gemeenschap voor Kolen en Staal                         |
| EMS       | Europees Monetair Stelsel                                        |
| EMU       | Economische en Monetaire Unie                                    |
| ET        | Europa Transparant, Politieke partij (NL)                        |
| ETSI      | European Telecommunication Standardisation Institute             |
| EU        | Europese Unie                                                    |
| EUR       | euro                                                             |
| EVA       | Europese Vrijhandelsassociatie                                   |
| EVV       | Europees Verbond van Vakverenigingen                             |

### F
| Afkorting | Betekenis(sen)                                                      |
| --------- | ------------------------------------------------------------------- |
| FBI       | Federal Bureau of Investigation                                     |
| FDA       | Food and Drug Administration                                        |
| fgov      | Domeinnaam van de Belgische federale overheid: http://www.fgov.be   |
| FIOD      | Fiscale inlichtingen- en opsporingsdienst                           |
| FLN       | Front pour la Libération Nationale (Algerijnse bevrijdingsbeweging) |
| FNV       | Federatie Nederlandse Vakbeweging                                   |
| FVD       | Forum voor Democratie                                               |

### G
| Afkorting | Betekenis(sen)                                     |
| --------- | -------------------------------------------------- |
| G.A.B.    | Gewestelijk Arbeidsbureau                          |
| GAK       | Gemeenschappelijk Administratiekantoor             |
| GATS      | General Agreement on Trade in Services             |
| GATT      | General Agreement on Tariffs and Trade             |
| GBA       | Gemeentelijke Basis Administratie persoonsgegevens |
| G.G.      | Gouverneur Generaal                                |
| GL        | GroenLinks (NL)                                    |
| GS        | Gedeputeerde Staten                                |
| G.S.      | Generale Staf                                      |

### H
| Afkorting | Betekenis(sen)                 |
| --------- | ------------------------------ |
| HHR       | Hoogheemraadschap van Rijnland |
| H.K.H.    | Hare Koninklijke Hoogheid      |
| H.M.      | Hare Majesteit                 |
| HUBA      | Hulp bij aangifte              |

### I
| Afkorting | Betekenis(sen)                                                   |
| --------- | ---------------------------------------------------------------- |
| ID-bewijs | Identiteitsbewijs                                                |
| IMF       | Internationaal Monetair Fonds                                    |
| intern.   | Internationaal                                                   |
| Interpol  | International Criminal Police Organization                       |
| ISC       | InternettenSamenwerkingsCel op het Vlaamse departement Onderwijs |
| ISO       | International Organization for Standardization                   |
| ISO-code  | Lijst van ISO-landencodes van de lidstaten van de Europese Unie. |
| BE        | België                                                           |
| BG        | Bulgarije                                                        |
| CZ        | Tsjechië                                                         |
| DK        | Denemarken                                                       |
| DE        | Duitsland                                                        |
| EE        | Estland                                                          |
| IE        | Ierland                                                          |
| EL        | Griekenland                                                      |
| ES        | Spanje                                                           |
| FR        | Frankrijk                                                        |
| IT        | Italië                                                           |
| CY        | Cyprus                                                           |
| LV        | Letland                                                          |
| LT        | Litouwen                                                         |
| LU        | Luxemburg                                                        |
| HU        | Hongarije                                                        |
| MT        | Malta                                                            |
| NL        | Nederland                                                        |
| AT        | Oostenrijk                                                       |
| PL        | Polen                                                            |
| PT        | Portugal                                                         |
| RO        | Roemenië                                                         |
| SI        | Slovenië                                                         |
| SK        | Slowakije                                                        |
| FI        | Finland                                                          |
| SE        | Zweden                                                           |
| UK        | Verenigd Koninkrijk                                              |

### J
| Afkorting | Betekenis(sen)                      |
| --------- | ----------------------------------- |
| JD        | Jonge Democraten; Juridische Dienst |

### K
| Afkorting | Betekenis(sen)                                                         |
| --------- | ---------------------------------------------------------------------- |
| K.B.      | Koninklijk Besluit                                                     |
| KCT       | Korps Commando Troepen                                                 |
| KGB       | Komitet Gosudarstvennoj Bezopasnosti                                   |
| KI        | Kadastraal inkomen                                                     |
| KL        | Koninklijke Landmacht                                                  |
| KLu       | Koninklijke Luchtmacht                                                 |
| KLM       | Koninklijke Luchtvaartmaatschappij                                     |
| KLPD      | Korps landelijke politiediensten                                       |
| K.M.      | Koninklijke Marine                                                     |
| KMA       | Koninklijke Militaire Academie                                         |
| KMar      | Koninklijke Marechaussee                                               |
| KMO       | Kleine of Middelgrote Onderneming                                      |
| KMS       | Koninklijke Militaire School, Koninklijke Militaire School (Nederland) |
| KNIL      | Koninklijk Nederlandsch-Indisch Leger                                  |
| KNMI      | Koninklijk Nederlands Meteorologisch Instituut                         |
| Kon.      | Koninklijk (predicaat)                                                 |
| K.v.K.    | Kamer van Koophandel                                                   |
| KVP       | Katholieke Volkspartij                                                 |
| KvW       | Keuringsdienst van Waren (oude afkorting), Keuringsdienst van Waarde   |

### L
| Afkorting | Betekenis(sen)                                     |
| --------- | -------------------------------------------------- |
| LPF       | Lijst Pim Fortuyn (NL)                             |
| LTO       | Land- en Tuinbouworganisatie                       |
| LOGA      | Landelijk Overleg Gemeentelijke Arbeidsvoorwaarden |

### M
| Afkorting | Betekenis(sen)                                                                          |
| --------- | --------------------------------------------------------------------------------------- |
| ME        | Mobiele Eenheid                                                                         |
| MEV       | Macro Economische Verkenning                                                            |
| min.      | minister                                                                                |
| MPLA      | Movimento Popular de Libertação de Angola ; Volksbeweging voor de Bevrijding van Angola |

### N
| Afkorting | Betekenis(sen)                            |
| --------- | ----------------------------------------- |
| NAVO      | Noord-Atlantische Verdragsorganisatie     |
| N.Br.     | Noord-Brabant                             |
| NCRV      | Nederlandse Christelijke Radio-Vereniging |
| N.H.      | Noord-Holland                             |
| NMa       | Nederlandse Mededingingsautoriteit        |
| NOB       | Nederlands Onderwijs in het Buitenland    |
| NSB       | Nationaalsocialistische beweging          |

### O
| Afkorting | Betekenis(sen)                                                                               |
| --------- | -------------------------------------------------------------------------------------------- |
| OCW       | Ministerie van Onderwijs, Cultuur en Wetenschap                                              |
| OCMW      | Openbaar Centrum voor Maatschappelijk Welzijn                                                |
| OPEC      | Organization of the Petroleum Exporting Countries (Organisatie van Olie Exporterende Landen) |
| OSF       | Onafhankelijke Senaatsfractie (NL)                                                           |
| OV        | Openbaar vervoer                                                                             |
| OVV       | Overlegcentrum van Vlaamse Verenigingen                                                      |

### P
| Afkorting | Betekenis(sen) |
| --------- | --- |
| PEGIDA    | Patriotische Europäer gegen die Islamisierung des Abendlandes (Patriottische Europeanen tegen de islamisering van het Avondland) |
| PGZ       | Preventieve gezondheidszorg |
| POK       | Parlementaire ondervragingscommissie Kinderopvangtoeslag                                                                         |
| PP        | Politieke partijen |
| PPR       | Politieke Partij Radikalen (NL)                                                                                                  |
| prov.     | Provincie |
| PSP       | Pacifistisch Socialistische Partij                                                                                               |
| PvdA      | Partij van de Arbeid (NL) |
| PvdD      | Partij voor de Dieren (NL) |
| PVV       | Partij voor de Vrijheid (NL) |
| PVV       | Partij voor Vrijheid en Vooruitgang (BE)                                                                                         |

### Q
| Afkorting | Betekenis(sen) |
| --------- | -------------- |

### R
| Afkorting | Betekenis(sen)                                                |
| --------- | ------------------------------------------------------------- |
| RA        | Rijksarchief                                                  |
| RAF       | Rote Armee Fraktion                                           |
| RARA      | Revolutionaire Anti-Racistische Actie                         |
| RDW       | (Rijks)Dienst (voor het) Wegverkeer                           |
| RIZIV     | Rijksinstituut voor Ziekte- en Invaliditeitsverzekering       |
| RNI       | Registratie Niet-Ingezetenen                                  |
| RKD       | Rijksbureau voor Kunsthistorische Documentatie                |
| RKPN      | Rooms Katholieke Partij Nederland                             |
| RVA       | Rijksdienst voor Arbeidsvoorziening                           |
| RVD       | Rijksvoorlichtingsdienst                                      |
| RVV       | Rijksdienst voor de keuring van Vee en Vlees (oude afkorting) |
| RWV       | Rijksdienst voor het Wegverkeer                               |

### S
| Afkorting | Betekenis(sen)                                                                                                 |
| --------- | --- |
| SEC       | United States Securities and Exchange Commission                                                               |
| SER       | Sociaal-Economische Raad (Nederland) Sociaal-Economische Raad (Suriname) Sociaal-Economische Raad (Vlaanderen) |
| SERV      | Sociaal-Economische Raad van Vlaanderen                                                                        |
| SGP       | Staatkundig Gereformeerde Partij (NL)                                                                          |
| SIOD      | Sociale Inlichtingen en Opsporingsdienst                                                                       |
| SIS       | Sociaal Informatiesysteem                                                                                      |
| SP        | Socialistische Partij (NL)                                                                                     |
| SP-a      | Socialistische Partij Anders (BE)(Vlaanderen)                                                                  |
| spirit    | Sociaal Progressief Internationaal Regionalistisch Integraal-democratisch en Toekomstgericht                   |

### T
| Afkorting | Betekenis(sen)         |
| --------- | ---------------------- |
| tbs       | Terbeschikkingstelling |

### U
| Afkorting | Betekenis(sen)                               |
| --------- | -------------------------------------------- |
| UNO       | United Nations Organisations                 |
| U.S.A.    | United States of America                     |
| UWV       | Uitvoeringsinstituut Werknemersverzekeringen |

### V
| Afkorting | Betekenis(sen)                                                                  |
| --------- | ------------------------------------------------------------------------------- |
| VDAB      | Vlaamse Dienst voor Arbeidsbemiddeling en Beroepsopleiding                      |
| VEV       | Vlaams Economisch Verbond                                                       |
| VIM       | Vlaams Instituut voor Mobiliteit                                                |
| VITO      | Vlaamse Instelling voor Technologisch Onderzoek                                 |
| VIZO      | Vlaams Instituut voor het Zelfstandig Ondernemen (opleidingsinstituten: Syntra) |
| VJN       | Voorjaarsnota                                                                   |
| VLAFO     | Vlaams Fonds voor Sociale Integratie van Personen met een Handicap              |
| VLD       | Vlaamse Liberalen en Democraten                                                 |
| VLOTT     | Rechts-Liberale partij in Vlaanderen                                            |
| VNG       | Vereniging van Nederlandse Gemeenten                                            |
| VROM      | Ministerie van Volkshuisvesting, Ruimtelijke Ordening en Milieubeheer           |
| VU        | Volksunie                                                                       |
| VVD       | Volkspartij voor Vrijheid en Democratie (NL)                                    |
| VVSG      | Vereniging van Vlaamse steden en gemeenten                                      |
| VWA       | Nederlandse Voedsel- en Warenautoriteit                                         |

### W
| Afkorting | Betekenis(sen)                                     |
| --------- | -------------------------------------------------- |
| WVC       | Ministerie van Welzijn, Volksgezondheid en Cultuur |

### X
| Afkorting | Betekenis(sen) |
| --------- | -------------- |

### Y
| Afkorting | Betekenis(sen) |
| --------- | -------------- |

### Z
| Afkorting | Betekenis(sen)             |
| --------- | -------------------------- |
| Z.K.H.    | Zijne Koninklijke Hoogheid |
| Z.M.      | Zijne Majesteit            |